# Полански, Моргана
Морга́на Пола́нски (фр. Morgane Polanski, род. 20 января 1993, Париж, Франция) — французская актриса и модель. Наиболее известна по роли принцессы Гизелы в телесериале «Викинги». Является дочерью Романа Полански и Эмманюэль Сенье.

## Биография
Моргана Полански родилась в семье французско-польского режиссёра Романа Полански и французской актрисы Эмманюэль Сенье. У неё есть младший брат, Элвис. Полански с детства двуязычна — французский и польский являются её родными языками.
Полански получила образование в Международной школе в Париже. Позже она изучала актёрское мастерство в Драматическом центре Лондона и Центральной школе речи и драмы, которую окончила в 2014 году.
Полански дебютировала в качестве актрисы в фильме своего отца «Пианист» в 2002 году, который был номинирован на премию «Оскар» за лучшую картину. Она сыграла ещё в двух его фильмах — «Оливер Твист» (2005) и «Призрак» (2010), в котором она впервые играла роль со словами.
В 2015 году Полански появилась в британском независимом фильме «Грешная земля» и получила роль принцессы Гизелы в историческом сериале «Викинги».

## Фильмография
| Год       |   | Русское название | Оригинальное название | Роль                  |
| --------- | - | ---------------- | --------------------- | --------------------- |
| 2002      | ф | Пианист          | The Pianist           | девочка               |
| 2005      | ф | Оливер Твист     | Oliver Twist          | дочь фермера          |
| 2005      | ф | Задний план      | Backstage             | плачущая фанатка      |
| 2010      | ф | Призрак          | The Ghost Writer      | администратор в отеле |
| 2015      | ф | Грешная земля    | Unhallowed Ground     | Софи Дюна             |
| 2015—2018 | с | Викинги          | Vikings               | принцесса Гизела      |
| 2018      | ф | Письма Асперна   | The Aspern Papers     | Валентина Прест       |
| 2023      | ф | Дворец           | The Palace            | Зула                  |